# Gens Quinctilia
La gens Quinctilia, o Quintilia, era una gens romana.
Di origine patrizia, fu presente sia nel periodo repubblicano che in quello imperiale.
Nonostante la sua grande antichità questa gens non ebbe mai una grande rilevanza storica.
Il solo membro che ottenne il consolato durante la Repubblica fu Sesto Quintilio Varo nel 453 a.C. e per oltre 400 anni, fino al 13 a.C., la gens non ottenne altri consolati; essa ottenne comunque altre magistrature, con numerosi pretori.

## Origini e nomen
Il nomen della gens Quinctilius è un derivato patronimico basato sul praenomen Quintus, che significa "quinto".
La forma graficamente corretta è Quinctilius, ma anche la forma Quintilius è molto comune.
Anche il nome della gens Quintia deriva dallo stesso prenome. Non era insolito che i nomi di gens derivassero da una fonte comune. Il nome sabino Pompo è l'equivalente del latino Quintus e diede origine ai nomi della gens Pompilia e della gens Pomponia.
Secondo i racconti tradizionali, la gens Quinctilia preesisteva alla fondazioni di Roma.
Quando i fratelli Romolo e Remo ebbero posto nuovamente il loro nonno Numitore sul trono di Alba Longa, stabilirono di fondare una nuova città sui colli che dominavano il Tevere.
Essi offrirono sacrifici nella grotta del Lupercale posta alla base del Palatino, rito da cui originò la festività religiosa dei Lupercalia.
I seguaci di Romolo furono chiamati Quinctilii o Quinctiliani, mentre quelli di Remo Fabii o Fabiani.
In tempi storici, i due collegi dei sacerdoti chiamati Luperci, che compivano i riti sacri dei Lupercalia, erano noti con questi nomi, indicando che nei primi tempi le gentes Quinctilia e Fabia sovrintendevano a questi riti come un sacrum gentilicum.
Un esempio analogo di simili responsabilità è quello riguardante la gens Pinaria e la gens Potitia, che erano incaricati del culto di Ercole.
Questi riti sacri furono gradualmente trasferiti allo Stato o aperti al populus romano. Una leggenda molto nota attribuiva la fine dei Potitii all'abbandono del loro ufficio religioso.
In tempi successivi, il privilegio dei Lupercalia terminò di essere ristretto ai Fabii e ai Quinctilii.

## Prenomi utilizzati dalla gens
I principali prenomi utilizzati dai Quinctilii furono Publius e Sextus. Un piccolo numero di membri della gens ebbe i prenomi Lucius, Marcus e Titus.
Sebbene dovesse essere stato usato da un antenato, nessuno dei Quinctilii storicamente noti ebbe il prenome Quintus.

## Famiglie
In Età repubblicana era utilizzato il solo cognomen Varus, un cognome comune che significa "curvo", "storto" o "con le gambe a X".
In Età imperiale si riscontra l'uso anche di altri cognomina.

## Personaggi illustri

### Quinctilii Vari
- Publio Quintilio Varo, nonno del console del 453 a.C.
- Sesto Quintilio Varo, figlio di Publio e padre del console del 453 a.C.
- Sesto Quintilio Varo, figlio di Sesto e nipote di Publio, console nel 453 a.C., morto a causa della pestilenza di quell'anno[12][13][14].
- Lucio Quintilio Varo, nonno del tribuno consolare.
- Lucio Quintilio Varo figlio di Lucio, padre del tribuno consolare.
- Marco Quintilio Varo, figlio di Lucio e nipote di Lucio, tribunus militum consulari potestate nel 403 a.C.[12][15].
- Gneo Quintilio Capitolino, citato da Livio come il dittatore del 331 a.C.; in apparenza un'erronea indicazione per Gneo Quinzio Capitolino[12][16].
- Publio Quintilio Varo, pretore nel 203 a.C., che fu assegnato a Ariminum. Assieme a Marco Cornelio Cetego, il proconsole, sconfisse Magone, il fratello di Annibale, nel territorio degli Insubri[17].
- Marco Quintilio Varo, figlio di Publio, si distinse nella battaglia in cui il padre sconfisse Magone[18].
- Tito Quintilio Varo, prestò servizio in Hispania nel 185 a.C. come legato del pretore Gaio Calpurnio Pisone[19].
- Publio Quintilio Varo, Flamen Martialis, morto nel 169 a.C.[20].
- Publio Quintilio Varo, pretore nel 167 a.C.[21].
- Publio Quintilio Varo, citato da Cicerone nella sua orazione per Quinzio nell'81 a.C. e nuovamente nella sua orazione per Cluenzio come uno dei testimoni nel processo di Scamandro[22].
- Sesto Quintilio Varo, pretore nel 57 a.C., favorì il ritorno di Cicerone dall'esilio[23].
- Sesto Quintilio Varo, questore nel 49 a.C., sostenne Pompeo e fu perdonato due volte da Cesare durante la Guerra civile; in seguito, si unì a Bruto e a Cassio e cadde nel 42 a.C. nel corso della battaglia di Filippi.
- Quintilio Varo, nativo di Cremona, un eminente critico; fu amico sia di Orazio sia di Virgilio; morì nel 24 a.C.[24][25][26].
- Publio Quintilio Varo, figlio di Sesto, console nel 13 a.C. con Tiberio Claudio Nerone, il futuro imperatore; successivamente fu nominato governatore prima della Siria e poi della Germania. Nel 9 d.C., fu sconfitto e da una coalizione di tribù germaniche nel corso della battaglia della foresta di Teutoburgo, in cui furono perse tre legioni, e si tolse la vita.
- Publio Quintilio Varo il Giovane, figlio del console del 13 a.C., parente di Tiberio; fu accusato da Gneo Domizio Afro nel 27 d.C.[27][28].
- Quintilia, figlia di Publio Quintilio Varo il Giovane e Plauzia Laterana[29].

### Altri
- Quintilio, un incisore di gemme, di epoca ignota. Sono tuttora esistenti due suoi lavori. Uno rappresenta Nettuno trasportato da due cavallucci marini, incisa nel berillo; l'altro rappresenta un Mercurio nudo[30][31][32].